# Cuajo
El cuajo es una sustancia que contiene peptidasas (enzimas) y que se utiliza para coagular la caseína de la leche, una de las primeras etapas para la elaboración de productos como el queso. El cuajo puede ser de origen animal, vegetal, microbiano o genético (sintético o químico).
El cuajo de origen animal se extrae de la mucosa del abomaso de las crías lactantes de algunos mamíferos rumiantes. El de origen vegetal se extrae principalmente de la flor del cardo (Cynara cardunculus), o del látex de la higuera.
El cuajo contiene principalmente la peptidasa llamada quimosina, también conocida como rennina, que causa la proteólisis de la caseína, provocando la coagulación (cuajado) de la leche.

## Etimología
La palabra "cuajo" deriva del latín coagulum (coágulo, grumo consolidado de un líquido).

## Función y obtención

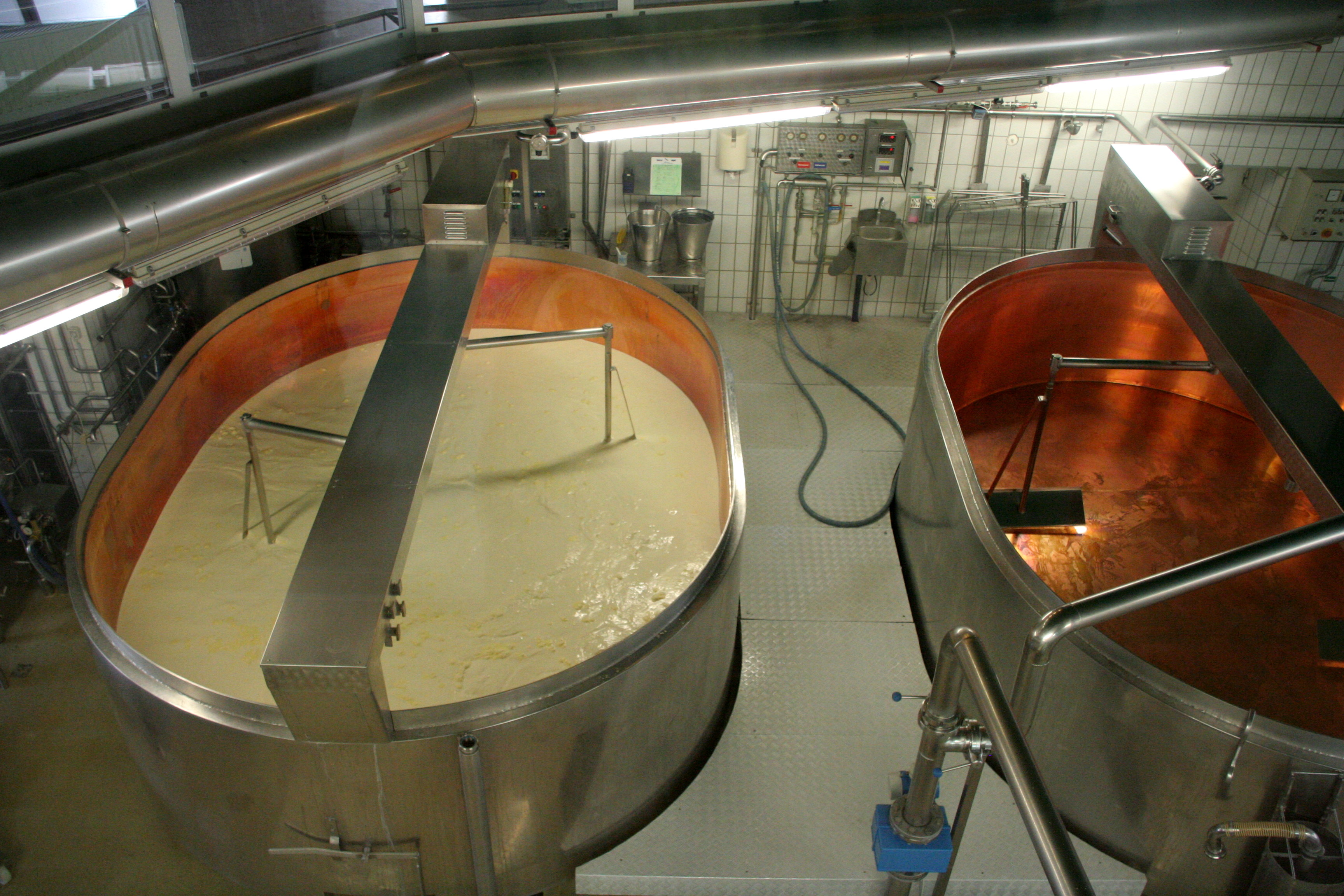
10 000 litros de leche en el tanque de la izquierda mezclándose con el cuajo.

La acción de la enzima sobre la caseína y el calcio disuelto en la leche para formar paracaseinato de calcio, comúnmente llamado cuajo. El cuajo es conocido desde tiempos muy antiguos, pero su componente activo y puro, la quimosina, sólo se conoce desde hace unas cuantas décadas. El cuajo antiguo se obtenía del estómago de terneros lactantes. Se sumergía una parte del estómago en salmuera, y tras dejarlo reposar hasta que la rennina disolviera a la salmuera, se utilizaba parte de ese líquido en la leche a cuajar. El inconveniente de este método antiguo radica en la dificultad para obtener dosis precisas de cuajo, y en su variabilidad de concentración a lo largo de su tiempo de uso. El cuajo químico, la quimosina pura, no tiene este inconveniente, por lo que es más fácil estandarizar los tiempos de cuajado. En cuanto al cuajo puro, existen cuajos naturales: quimosina extraída cortando del estómago de los terneros, y cuajo sintético de presentación en pastillas: es quimosina obtenida a partir de procedimientos de síntesis química sin usar el estómago de terneros como materia prima.
La acción de la quimosina es bien conocida por la industria láctea. Actúa directamente en un punto delimitado de la caseína con calcio. Al alterar dicha molécula se inicia la formación de un gel que atrapa la mayoría de los componentes sólidos de la leche; este gel se contrae poco a poco ayudado por la acidificación previa de la leche por medio de bacterias acidolácticas, y al contraerse va expulsando suero. Al cortar el gel en cubitos, se logra separar entre un 50 y un 90% del contenido inicial del suero de la leche.
La efectividad del cuajo está en función de la temperatura, la concentración del sustrato (la leche), concentración de calcio y la acidez. Las temperaturas usuales de coagulación pueden variar entre los 28 °C y los 41 °C, aunque lo más usual es una de 35 °C. Según el tipo de queso se pueden conseguir mezclas de leche con una acidez que puede variar entre los 0,18% de acidez titulable hasta los 0,46%.

## Utilidades
El cuajo se utiliza para elaborar quesos y cuajada, es decir, tiene una gran importancia gastronómica. Además, tiene la particularidad de volver la leche más fácil de digerir para los intolerantes a la lactosa.

## Sustitutos de la quimosina
Se suelen emplear algunos sustitutos microbiológicos que producen enzimas proteolíticas como: Mucor pusillus, Mucor miehei, Endothia parasitica y Kluyveromyces lactis. También algunos coagulantes vegetales como frutos de Solanum elaeagnifolium (Trompillo), Cynara cardunculus, Galium, Ficus...